# 蔵王坊平ライザワールドスキー場
蔵王坊平ライザワールドスキー場（ざおうぼうだいらライザワールドスキーじょう、ZAO LIZA）は、山形県上山市にあるスキー場。

## ゲレンデ
スノーボードは全面滑走を許可している。
- かもしかコース (780m) 中級
- パノラマコース (800m) 中級
- 青い鳥コース (540m) 上級
- お清水ゲレンデ (580m) 上級
- うさぎコース   初級
- 中央ゲレンデ (570m)
- クロスカントリーツアーコース（6km）

## スキー・スノーボードスクール
- 蔵王ライザスキースクール
- トルネイドプロスキースクール
- ハイジキッズアカデミー

## アクセス
- 自動車
  - 山形蔵王インターチェンジより国道13号・宮城県道・山形県道12号白石上山線を経由（約40分）
- 鉄道
  - 最寄駅・かみのやま温泉駅から約17km。タクシーで約30分。無料シャトルバス（1日2往復）で約45分。

## その他
駐車場は徒歩1分のところに位置し、無料で1300台が駐車できる。